# Scytodes quinqua
Espèce
Scytodes quinqua est une espèce d'araignées aranéomorphes de la famille des Scytodidae.

## Distribution
Cette espèce se rencontre en Namibie et en Afrique du Sud.

## Description
La femelle juvénile holotype mesure 3,8 mm.

## Systématique et taxinomie
Cette espèce a été décrite par Lawrence en 1927.

## Publication originale
- Lawrence, 1927 : « Contributions to a knowledge of the fauna of South-West Africa V. Arachnida. » Annals of the South African Museum, vol. 25, no 1, p. 1-75 (texte intégral).